# Pierre Colnard
Pierre Colnard (Liffol-le-Petit, 18 de febrero de 1929 - Bar-le-Duc, 30 de marzo de 2018) fue un atleta francés especializado en la prueba de lanzamiento de peso, en la que consiguió ser medallista de bronce europeo en pista cubierta en 1970.

## Carrera deportiva
En el Campeonato Europeo de Atletismo en Pista Cubierta de 1970 ganó la medalla de bronce en el lanzamiento de peso, con una marca de 18.96 metros, siendo superado por los alemanes Hartmut Briesenick (oro con 20.22 metros) y Heinz-Joachim Rothenburg  (plata con 19.70 metros).